# Chívarové
Chívarové, španělsky Jíbaro, vlastním jménem Šuarové či Ašuarové, jsou etnická skupina jihoamerických Indiánů žijící na území Ekvádoru a Peru, zejména v povodí řeky Marañón. Chívarský jazyk je jediným zástupcem chívarské jazykové rodiny, dělí se na více dialektů podle jednotlivých kmenů.

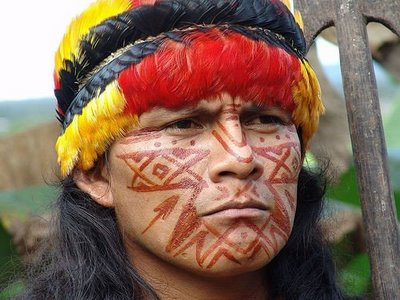
Chívarský muž s péřovými ozdobami

## Způsob života
Chívarové obývají okrajovou oblast Velké Amazonie v podhůří ekvádorských a peruánských And, především horské pralesy a savany. Tradičním způsobem obživy je tropické zemědělství. Na políčkách, vymýcených muži v pralese, zvaných chacra pěstují zejména maniok, kukuřici, tabák, papriky a jinou zeleninu. Od Kečuů místy převzali i pěstování brambor, chov lam a morčat. Velmi významný je i lov drobné zvěře (opice, ptáci), prováděný dodnes často foukačkou a otrávenými šípy. Foukačky a také oštěpy používali i v boji – Chívarové jsou jedni z mála indiánů, kteří neznají luk a šípy.

## Obydlí a společnost

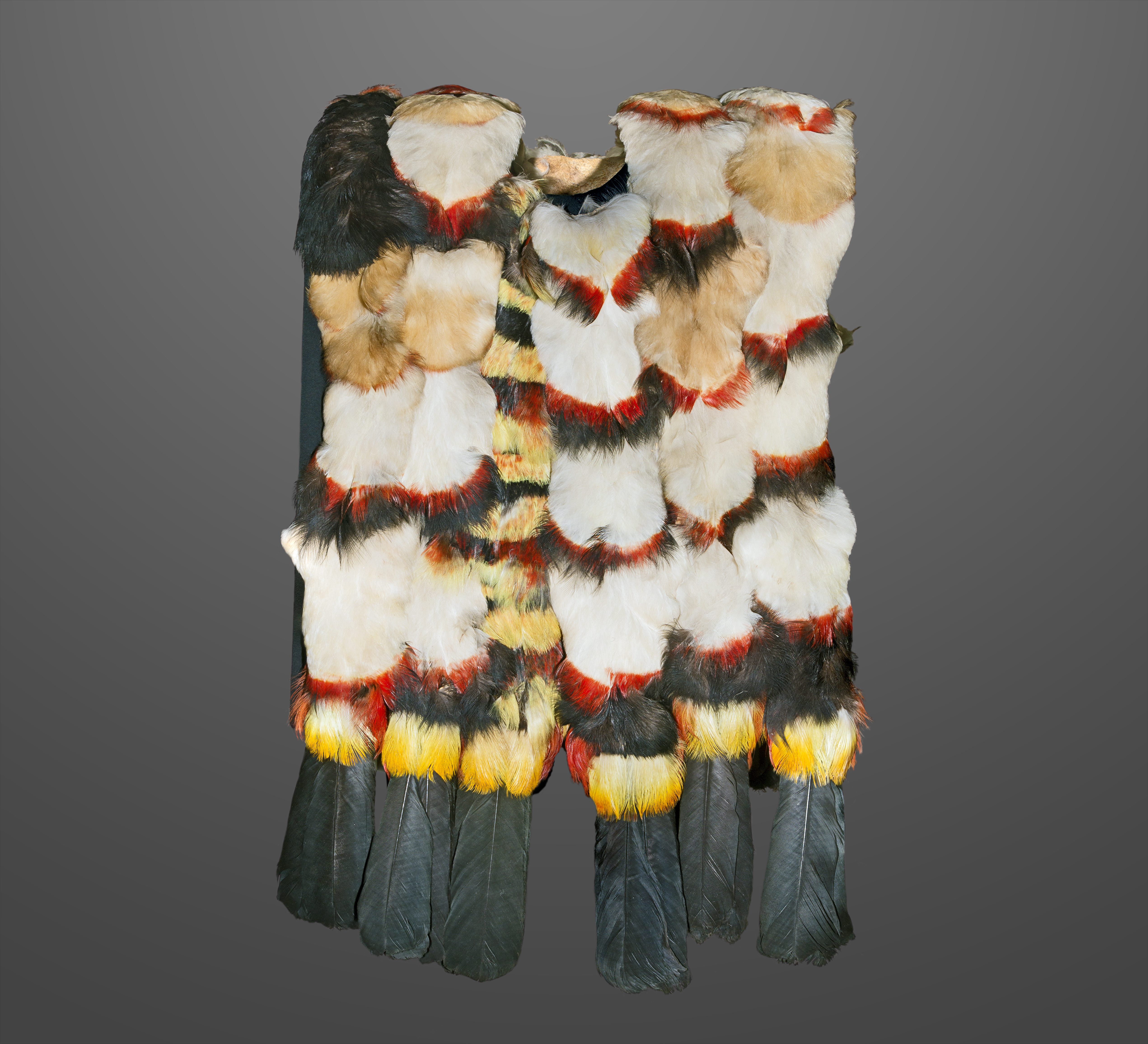
Tunika z tukaního peří.

Chívarové žijí podobně jako jiní amazonští indiáni ve velkých společných domech. Ty jsou zvané chívaria, mají stěny z rohoží a valbovou střechu zhotovenou z palmového listí. Domy jsou chráněny vysokým plotem nebo palisádou. Dům je uvnitř rozdělen na mužskou a ženskou polovinu. Muži a ženy spí odděleně v zavěšených hamakách. V minulosti měl každý takovýto dům samostatného náčelníka.
Chívarové se dělí na více kmenů, hovořících poněkud odlišnými dialekty, které si byly v minulosti vzájemně nepřátelské. Nejvýznamnější skupiny jsou:
- Ačualové (Achuala): na hranicích Ekvádoru a Peru – asi 3.000 osob.
- Aguarové (Aguaruna), v povodí řeky Maraňon v Peru – asi 20.000 osob
- Šuárové (Jíbaro, Shuar), ekvádorští Chívarové – asi 12.000 osob
- Vambísové (Huambisa), menší skupina v Peru – asi 9.000 osob

Ostatní kmeny jsou menší nebo již zanikly. Každý kmen se pak dělí na patrilineární rody, svůj význam však měla i příslušnost k matrilineárnímu rodu. Děti např. oslovují všechny matčiny sestry "matko" a mají k nim stejný poměr jako k vlastní matce. Běžnou formou manželství byla polygynie, a to kvůli vysoké úmrtnosti mužů v mezikmenových válkách. Běžný byl levirát, kdy se vdova po smrti manžela stávala manželkou jeho bratra (svého švagra).
Chívarové byli v minulosti velmi bojovní, jednotlivé skupiny Chívarů válčily mezi sebou i proti sousedním etnikům. V 15. století dokonce odrazili vpád vojska inckého vládce Huayna Cápaca, který se je pokusil připojit ke své říši. V koloniálním období vedli několik povstání proti Španělům a dlouho vzdorovali snahám katolických misionářů o christianizaci.

## Oděv a ozdoby
Oděv Chívarů tvoří tunika z bavlny nebo stromové kůry zvaná kužma nebo, zvláště u mužů, jen bavlněná šňůrka otočená kolem boků. Muži nosí krátké vlasy, zastřížené tzv. "podle kastrolu", ženy dlouhé vlasy s ofinou. Ozdoby představují hlavně náušnice ze dřeva, bambusových třísek a dnes nejčastější z korálků, dále péřové čelenky nebo jiné ozdoby z ptačího peří. Charakteristické bylo u mužů pilování předních zubů do špičky. Obě pohlaví praktikují malování těla i obličeje červeným barvivem achiote z plodů oreláníku barvířského.

## Náboženství a lov lebek
Náboženstvím Chívarů byl a je šamanismus, i když v současnosti ovlivněný katolickým křesťanstvím. Mezi nejdůležitější postavy jejich mytologie patří:
- Núngui – bohyně úrody a zemědělství, spojená hlavně s maniokem.
- Etsá – božstvo Slunce a mužského principu.
- Ajáim – Duch s rozkvetlým penisem.
- Íwanch – zlý duch, žijící v pralese, lidožrout. Podle tradice chlupatý a se zelenými zuby.

Do kontaktu s těmito duchy se šamani dostávali za pomoci užívání rostlinných drog, zvláště tabáku, durmanu a ayahuascy, již nazývají natem. Tyto rostliny měly význam i při obřadech iniciace chlapců. Významné jsou i totemické představy, za svého předka Chívarové pokládají kolibříka, který lidem rovněž daroval oheň.

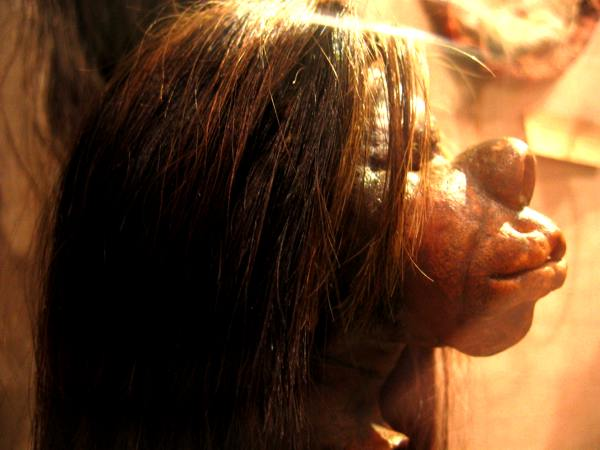
chívarská tsantsa

Chívarové nejvíce prosluli jako lovci lebek. Trofejí ze zabitých nepřátel však není lebka, ale vypreparovaná kůže – tsantsa. Tsantsa vznikne stažením kůže (včetně obličeje) z hlavy , jejím pomalým vysoušením a smršťováním za pomoci ohřátého písku, popela a bylin. Správně vyrobená tsantsa má zhruba velikost pěsti, přičemž si zachovává všechny rysy obličeje. Její ústa a oční víčka jsou zašita rostlinným vláknem. Muž, který zabil nepřítele, měl právo nosit z něj vyrobenou tsantsu jako amulet na hrudi. Po vítězné bitvě Chívarové tančili tanec tsantsy, podobný skalpovému tanci severoamerických indiánů. Právě kvůli tsantsám měli Chívarové mezi bělochy dlouho pověst kanibalů, avšak neprávem.